# 静岡県立伊東高等学校
静岡県立伊東高等学校（しずおかけんりつ いとうこうとうがっこう）は、静岡県伊東市岡入の道にあった県立高等学校。

## 概要
1933年に開校した静岡県伊東高等女学校を前身とする公立高等学校である。通称は伊高。1970年代までは偏差値上位層のグループから東大･京大進出者を毎年数名程度輩出していたが、それ以降学力は低下傾向にある。1979年に静岡県立伊豆中央高等学校が開校してからはそれが一層強まり、近年は近隣の静岡県立沼津東高等学校･静岡県立韮山高等学校などに触発されて学力向上に力を入れている。2007年度後半、一時期55分授業を実施していたが、2008年度からは元の50分授業6時間授業に再転換している。

## 設置学科
- 全日制普通科（Pコース及びCコース） 現在の定員は全校で600名
- 定時制普通科

- 城ヶ崎分校として全日制普通科もある。

## 沿革
- 1933年 - 静岡県伊東高等女学校として創立。
- 1948年 - 静岡県立伊東高等学校に改称。男女共学になる。
- 1963年 - 静岡県立伊東商業高等学校を分離。これにより、商業科の募集を停止する。
- 2006年4月 - 静岡県立伊東城ケ崎高等学校が分校になる。
- 2023年‐静岡県立伊東商業高等学校と併合し、4月より静岡県立伊豆伊東高等学校が開校。これにより、閉校。

## 著名な出身者
- 阿武野勝彦（東海テレビプロデューサー）
- 石井孝（徳島大学教授）
- 稲川方人（詩人）
- 入船亭扇遊（落語家）
- 上原忠明（プロゴルファー）
- 大杉正明（NHKラジオ英語講座講師）
- 笠原江梨香（テコンドー選手）
- 川口大三郎（早稲田大学学生）
- 六代目澤村田之助（歌舞伎役者、人間国宝）
- 杉本英世（プロゴルファー）
- 鈴木いづみ（小説家、女優、モデル）
- 茂木正（経済産業省大臣官房政策立案総括審議官、経済産業省商務情報政策局商務・サービスグループ長、資源エネルギー庁省エネルギー・新エネルギー部長）[1]

## 部活動
運動部
- バレーボール部（男・女）
- バスケットボール部（男・女）
- ソフトテニス部（男・女）
- バドミントン部（男・女）
- サッカー部
- 陸上部
- 剣道部
- 野球部
- 水泳部

文化部
- 地理研究部
- 美術部
- 英語部
- 科学部
- 演劇部
- 華道部
- 写真部
- 書道部
- 家政部
- 吹奏楽部
- 茶道部
- 放送部
- 演劇部
- 囲碁将棋部

現在の伊東高等学校は文化部を削減する方針である。これは少子高齢化による影響で、一部活動あたりの人員数が少なくなっており、学校側が促進する新入生の運動部への入部に支障をきたすからである。ここ数年では文芸部･数学部･新聞部が廃部となっている。
なお現在では、放送部、英語部が廃部になり、
地理研究部と科学部が合併し総合探究部となっている。

## 交通
- JR東日本伊東線・伊豆急行伊豆急行線の伊東駅よりバスで約10分